# The Trial
The Trial ist eine experimentelle deutsch-türkisch-schweizerische Alternative-Band, die Musik zwischen Rock, Pop, Wave, Industrial und anderen Stilrichtungen spielt.

## Bandgeschichte
Die Gruppe wurde 1985 in Berlin von M. Strenge und αlabay gegründet, die sich zu jenem Zeitpunkt hauptsächlich mit sozialkritischen Themen beschäftigten. Die musikalische Untermalung wurde von αlabay anfangs in Form von Lärm und experimentellen Klangcollagen hinzugefügt. 1987 trennten sich die beiden und αlabay fing an, strukturierte Musik zu machen. Damals gab es keine Absicht, einem bestimmten Musikstil angehören zu müssen, doch waren die Einflüsse von The Cure, Joy Division und The Sisters of Mercy prägend. 1988 verließ αlabay Berlin und zog nach Südwestdeutschland. Zwischen 1989 und 1995 folgte eine aktive Zeit mit Konzerten.
Ab 1998 entstanden über Internet und Telefon einige Alben, live trat die Gruppe jedoch nur zweimal auf. Zwischen 2001 und 2005 entstand ein Konzept-Album (Statements & Unanswered Questions), das in Zusammenarbeit mit dem Mitbegründer M. Strenge ein geplantes aber nicht realisiertes Werk von 1986 neu interpretierte. Nach einem schweren Unfall M. Strenges, 1996, wurde diese Re-Interpretation sozialkritischer Standpunkte (das Konzept des Albums) aus einer vollkommen neuen Perspektive geschrieben.
2006 fiel dann die Entscheidung, wieder verstärkt als Band zu arbeiten. Das Jahr markierte außerdem einen Wendepunkt, da nun ein komplett türkisches Werk aufgenommen wurde. Bisher waren es nur vereinzelte Tracks gewesen. Der Entschluss fiel nach einem Aufenthalt in Izmir und Istanbul 2005, bei dem sich das volle Ausmaß der Veränderungen der türkischen Alternativ-Szene zeigte. Gruppen wie Replikas, Mor ve Ötesi oder Duman hatten mit der Zeit New Wave und Alternative Elemente in die Musik getragen, die bis dahin, wenn alternativ, eher Crossover- oder Metal-lastig war.

## Hintergrund
The Trial wurde im West-Berlin der 1980er Jahre gegründet, einer Zeit die durch Perspektivlosigkeit des Kalten Kriegs und sozialer Spannungen geprägt war. Das Anklagende, Sozialkritische und Pessimistische der Texte ließ auch den Gedanken aufkeimen, mit der Gesellschaft in einem Gerichtsverfahren zu sein – the trial: die Gerichtsverhandlung/der Prozess (in Anspielung auf Kafkas Der Prozeß). Die Mehrdeutigkeit des Begriffs kam wiederum dem experimentellen Aspekt der Musik entgegen. Anfangs war M. Strenge der sozialkritischere, und αlabay schrieb eher emotionale, teilweise schon banale, typische Wave/Pop Texte. Ein besonderes Merkmal war, dass die Texte nicht nur einsprachig waren. Neben Englisch gab es auch zusätzlich deutsche, französische und türkische Texte. Dem Türkischen fiel hierbei eine besondere Rolle zu, denn damals galt diese Sprache in der alternativen Musik als exotisch. 2005/2006 bemerkte αlabay, dass sich auf Türkisch Dinge in Worte fassen lassen, die man so weder auf Englisch noch auf Deutsch denken oder fühlen könnte. Da letztendlich alles mehr oder weniger übersetzbar ist, sind (mehrere) Sprachen somit ein Werkzeug, die Enge einer einzelnen sprachlichen/kulturellen Denkweise aufzubrechen.

## Instrumente
Die ersten Aufnahmen wurden mit allem Greifbaren gemacht, das in Reichweite war, angefangen bei einer akustischen Gitarre und einem kleinen Yamaha PSS-401. Ab 1988 gab es die Möglichkeit, exotischere Geräte zu benutzen: Dulcimer, Psalter, Monochord u. ä. Hinzu kamen als Hauptinstrumente Schlagzeug, Klavier und Bass. Die E-Gitarre wurde zwar auch schon vereinzelt ab 1987 benutzt, bekam aber die typische Hauptrolle der Rockmusik erst ab 1989. Es folgten Jahre mit „normaler“ Instrumentierung, ab und zu unterstützt von Geige oder Saxophon. 2000 gab es einen wichtigen Einschnitt: die Saz (Langhals-Laute) wurde als eines der Hauptinstrumente eingeführt. Seither werden mit ihr teilweise recht verfremdete Passagen eingespielt, die in dieser Form in der türkischen Rockmusik bisher noch nicht vorkamen. Später verwendete die Gruppe auch Computer, Mülltonnen, Kühlschränke und (unterwegs aufgenommene) Umwelt-Geräusche.

## Diskografie (Auszüge)
- 1988: Gift (Trial Communications), MC
- 1988: Lavenderblue Dream (Trial Communications), MC
- 1988: The Forgotten Clutch (Waldeck Sound), MC
- 1989: Temple Of The Bergamotte (Waldeck Sound), MC
- 1990: You’ll Never Fail Until You Stop Trying (Waldeck Sound), MC
- 1993: Existence (Trial Communications), MC
- 1996: Public Domain (Trial Communications), MC
- 1998: Prænatal Postmodern (Zodiakom), 2CDr
- 2001: Nacht der Illusion (Zodiakom), CDr
- 2002: Dolunay (Zodiakom), CDr[6]
- 2003: The Geisterfahrer EP (Zodiakom), CD[7][8]
- 2006: Statements & Unanswered Questions (Zodiakom), 2CDr
- 2006: Lucifer Lux (Zodiakom), 2CDr
- 2007: Mimarlar (Zodiakom), CDr
- 2008: Feuerblume (Zodiakom), CDr
- 2009: Tuz Katedrali (Zodiakom), CDr/MP3
- 2011: Köln Oturumu (Zodiakom), CDr/MP3
- 2013: Hürriyet (Zodiakom), CDr/MP3
- 2013: Postmortem (Zodiakom), MP3
- 2013: Esaret (Zodiakom/con-area), MP3
- 2015: Unlustig (Zodiakom), CDr/MP3

## Samplerbeiträge
- 1997: Godfathers Of German Gothic III: Heaven (Asylum 4) (Subterranean/Euro Media), CD[9]
- 2001: dssg Sampler: 1668 (dssg), CD[10][11]
- 2003: dssg Sampler 2: Tinsmith & Crossbow (dssg), CD[12][13]
- 2008: freiburgtapesvolume 4: Üç küp (jazzhaus records), CD[14]

## Querverbindungen
- The Trial benannte sich zwischen 1993 und 2003 in New Trial um – dies hatte zwei Gründe: 1993 sollte ein „Neuanfang“ sein, und man wollte sich von der fast gleichnamigen Electro-Band Trial namentlich absetzen. 2003 wurde wieder der alte Name angenommen und 2005 beim Deutschen Rock & Pop Musikerverband DRMV ein Titelschutz für beiden Namen angezeigt.[15][16][17][18]
- αlabay ist außerdem beteiligt bei unlustig!, einer weiteren New Wave Gruppe.
- Pfeuti hat mit der Hardcore-Formation Radical Development zwei Alben veröffentlicht. Er arbeitet u. a. bei der Noise-Gruppe Tumorchester mit.
- Mik@ war früher u. a. Mitglied bei den Industrial-Bands Sheba Wore No Nylons und DL. Später arbeitete er solo unter dem Namen The M.M.V.P.[19][20]
- M. Vassallo, der zwischen 1996 und 2003 mitwirkte, ist der Gründer des Dark-Ambient-Projekts Arbre Noir.
- Es gab und gibt Kooperationen und Kollaborationen mit unterschiedlichen Musikern und Künstlern.[21][22][23][24][25][26]